# Mitsubishi Raider
Mitsubishi Raider — пикап от компании Mitsubishi Motors, дебютировавший осенью 2005 года как модель 2006 года для рынка США и во многом основанный на Dodge Dakota. Название заимствовано из внедорожника Dodge Raider, продававшегося с 1987 по 1990 год и представлявшего собой переименованный Mitsubishi Pajero/Montero. Raider заполнил пробел в линейке Mitsubishi с момента прекращения выпуска Mighty Max в 1996 году. Хотя Mitsubishi в то время все ещё производила свой собственный L200/Triton, на него облагался бы куриный налог, а на пикап американского производства — нет. Chrysler производил Raider вместе с Dakota на своем заводе по сборке грузовиков Warren в Уоррене, штат Мичиган, но их отправили в Нормал, штат Иллинойс, для установки некоторых деталей, специфичных для Mitsubishi, и для распространения. Выбор двигателей включал 4,7-литровый PowerTech V8 мощностью 230 л. с. и 393 Нм и 3,7-литровый PowerTech V6 мощностью 210 л. с. и 285 Нм, хотя к 2008 модельному году был доступен только 3,7-литровый двигатель V6. Первые продажи были разочаровывающими: они составляли всего одну десятую от продаж Dakota. Поскольку дилеры Mitsubishi, как сообщается, имели на своих партиях шестимесячный запас Raider, компания была вынуждена потребовать от DaimlerChrysler сократить производство. В 2005 году был построен 9861 Raider, а с начала года по 11 марта 2006 года было построено ещё 297. Новинкой 2006 года стала «захлопнутая» версия DuroCross, имеющая заниженную подвеску и агрессивный обвес. DuroCross имел низкую грузоподъемность, всего 1180 фунтов (540 кг), и потерял большую часть своих внедорожных качеств. В 2007 году было продано около 8200 Raider. Концептуальный грузовик был переименован в Street Raider и разработан калифорнийской дизайн-студией Mitsubishi. Впервые он появился на автомобильной выставке SEMA 2005 года и с тех пор демонстрировался на различных автомобильных выставках по всей территории США. Он включает в себя 22-дюймовые кастомные колеса, кастомный двойной выхлоп и заниженную посадку, а также другие функции, которых нет в стандартном Raider. Цена Street Raider составляет 60 000 долларов, хотя в настоящее время планов по его продаже нет.